# Дорожкин (хутор)
Дорожкин — хутор в Даниловском районе Волгоградской области, в составе Краснинского сельского поселения.
Население — 11 (2010)

## История
В Списке населенных мест Земли войска Донского (по сведениям 1859 года) хутор не значится. В Списке населенных мест Области войска Донского по переписи 1873 года хутор значится в юрте станицы Островской Усть-Медведицкого округа Области Войска Донского). Это позволяет предположить, что хутор основан не ранее 1859 года, но не позднее 1873 года. В 1873 году на хуторе проживало 136 мужчин и 136 женщин. Население хутора быстро увеличивалось: согласно переписи населения 1897 года на хуторе проживало 249 мужчин и 290 женщин, из них грамотных: мужчин — 118, женщин — 14.
Согласно алфавитному списку населённых мест Области Войска Донского 1915 года на хуторе имелось хуторское правление, одноклассное приходское училище, ветряная мельница, проживало 300 мужчин и 314 женщины, земельный надел составлял 4975 десятин.
С 1928 года — в составе Даниловского района Камышинского округа (упразднён в 1930 году) Нижне-Волжского края (с 1934 года — Сталинградского края, с 1936 года — Сталинградской области, с 1961 года — Волгоградской области). С 1963 года — в составе Котовского района. Вновь передан в состав Даниловского района в 1966 год

## География
Хутор находится в степи, в пределах Доно-Медведицкой гряды Приволжской возвышенности, у истока реки Берёзовка(левый приток реки Медведицы). Высота центра населённого пункта около 140 метров над уровнем моря. Почвы — чернозёмы солонцеватые и солончаковые.
Просёлочными автодорогами Дорожкин связан с хуторами Красный (19 км) и Нижние Коробки (13 км). По автомобильным дорогам расстояние до районного центра посёлка Даниловка — 25 км, до областного центра города Волгоград — 250 км, до ближайшего города Котово — 40 км.
Часовой пояс
Дорожкин, как и вся Волгоградская область, находится в часовой зоне МСК (московское время). Смещение применяемого времени относительно UTC составляет +3:00.

## Население
Динамика численности населения по годам:
| 1873 | 1897 | 1915 | 1987 | 2002 |
| ---- | ---- | ---- | ---- | ---- |
| 272  | 539  | 614  | ≈150 | 62   |

| 2010 |
| ---- |
| 11   |